# DAF N2800

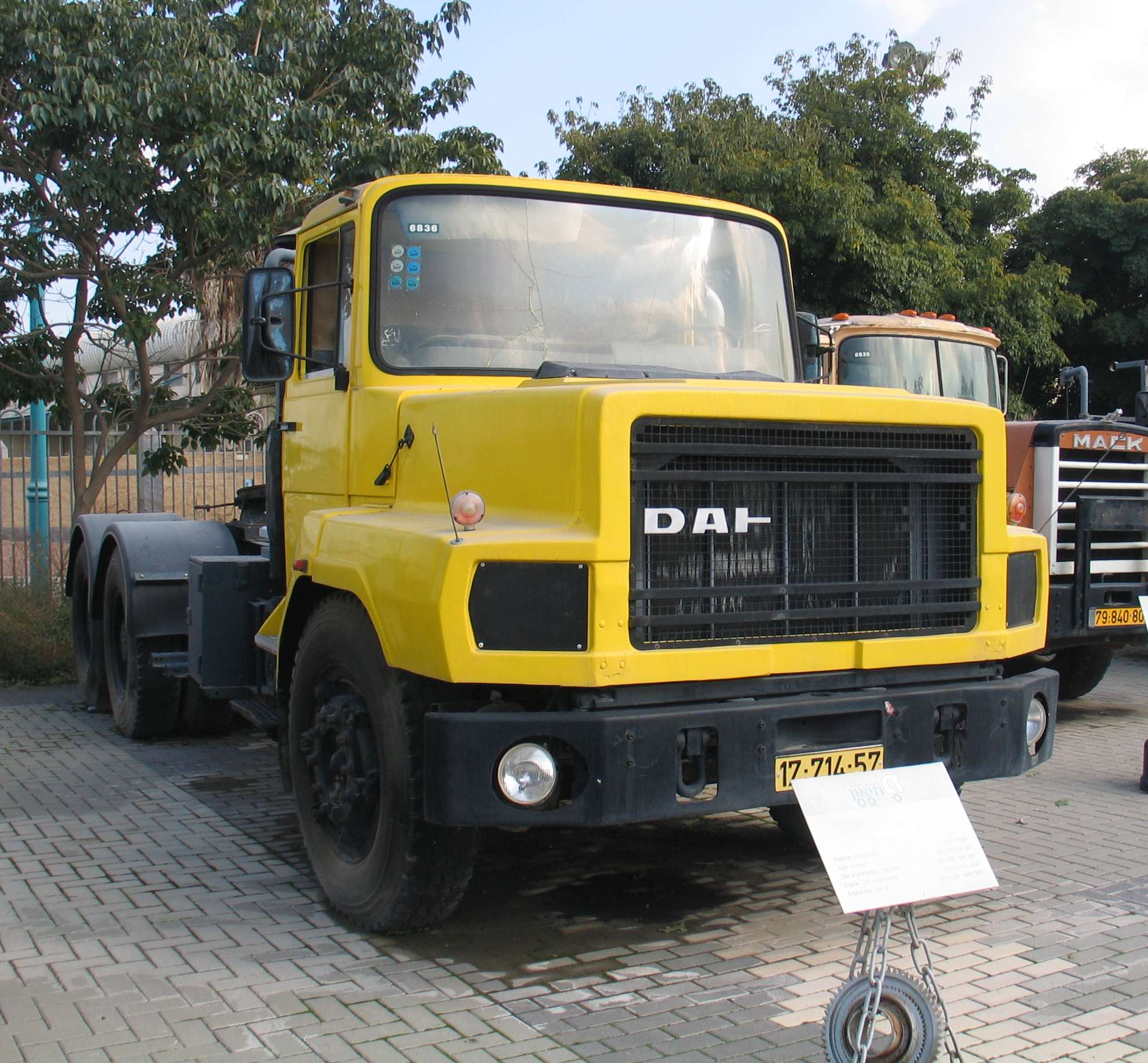
DAF N2800 in het Trucks and Transport Museum in Ramla.

De DAF N2800 en N3300 was een vrachtwagenmodel van de Nederlandse vrachtwagenfabrikant DAF.
Tegenwoordig zijn vrachtwagens met de cabine op de motor de standaard in Europa, maar er was een tijd dat vrachtwagens met een motorkap de standaard waren, daarom noemt men dat ook een conventionele vrachtwagen. De N2800 is het laatste model van DAF dat officieel door DAF zo op de markt gebracht is. Het was gebouwd o.a. met markten in Afrika en het Midden-Oosten in gedachte.
Hoewel er verschillende opties overwogen zijn, werd uiteindelijk gebruik gemaakt van een cabine van Magirus-Deutz. De motor was een 11,6 liter zescilinder dieselmotor die in twee verschillende uitvoeringen, met 230pk en 310pk. Vier van de zes wielen zijn aangedreven.

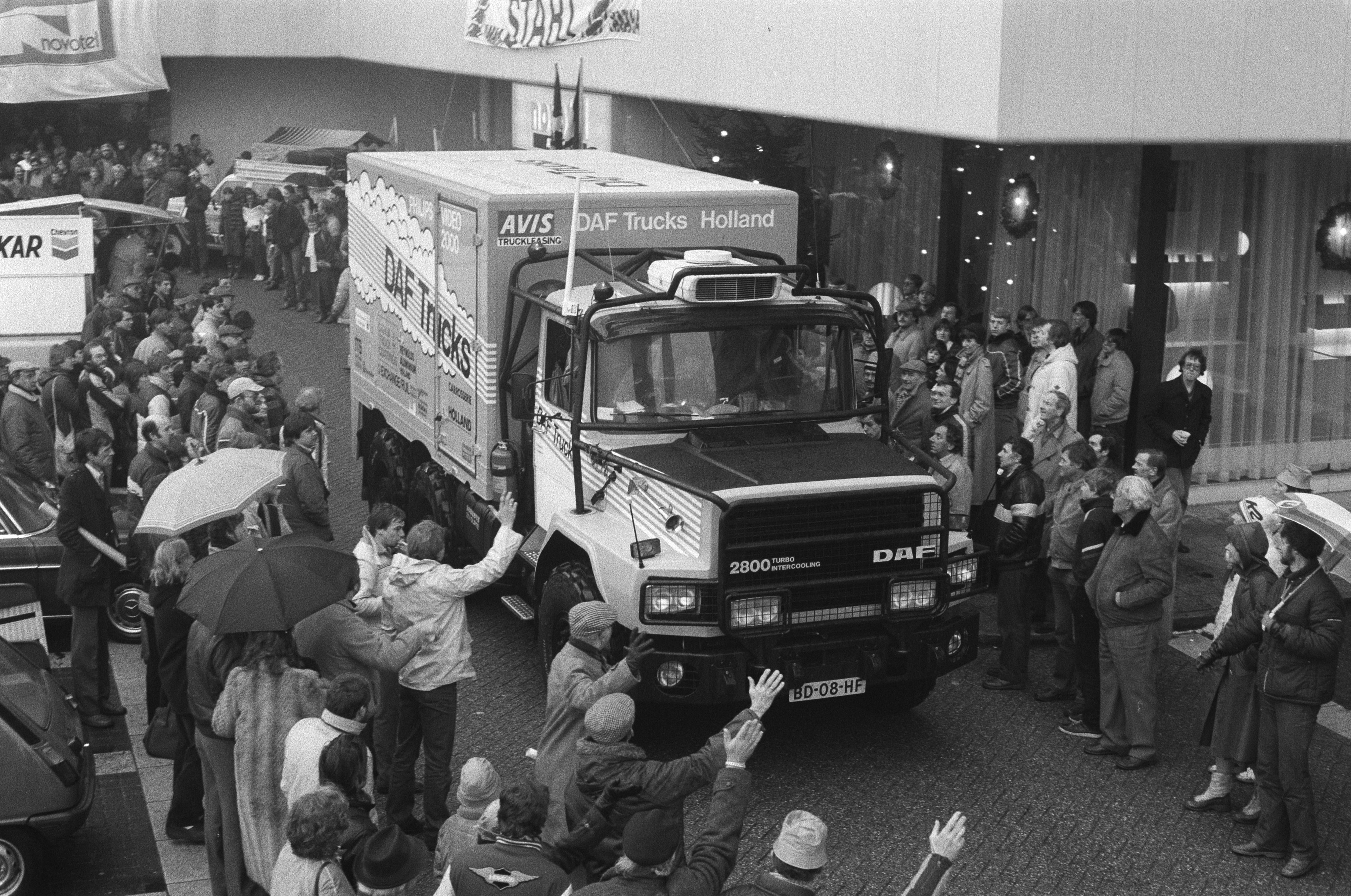
DAF N3300 onderweg naar de rally Parijs-Dakar

Jan de Rooy reed met een DAF N2800 in de Dakar-rally mee in 1982. Op dat moment was er geen klassement voor vrachtwagens, maar zou deze er geweest zijn, was hij derde geworden.